# Aeroport de Camaxilo
L'aeroport de Camaxilo (codi IATA: --, codi OACI: FNCX) és un aeroport que serveix Camaxilo, una vila de la província de Lunda-Nord a Angola. La pista d'aterratge es troba a 3,8 kilòmetres al sud de la vila.